# Théophile Moreux
Théophile Moreux (Argent-sur-Sauldre, 20 de noviembre de 1867 – Bourges, 13 de julio de 1954) fue un astrónomo y meteorólogo francés. Fundó el Observatorio de Bourges en 1899 en el seminario St. Célestin de Bourges, donde fue profesor de ciencias y matemáticas en 1889. En 1893 se incorporó a la Société astronomique de France (SAF) y tres años más tarde, conoció al astrónomo Camille Flammarion con quien mantendría una buena relación. En 1907 construyó su propio observatorio en Bourges. 
Moreux realizó varias observaciones al planeta Marte y a La Luna. También publicó catálogos de estrellas e investigó la posibilidad de haber vida en otros planetas, no obstante, fue crítico con la teoría de Percival Lowell respecto a la posible existencia de vida inteligente en Marte. En 1922 publicó una revisión de las teorías astronómicas y técnicas bajo el título La Revue du Ciel.
En 1973 la Unión Astronómica Internacional aprobó poner su apellido a un cráter del planeta Marte, conocido como Moreux